# Juan José Durán
Juan José Durán fue un estanciero, saladerista y comerciante de activa participación en la Banda Oriental. Integró el denominado club del Barón. Por su colaboración durante la ocupación portuguesa, pasó a ser primer conde del Cordobés, título que le fue otorgado por el Reino Unido de Portugal, Brasil y Algarve.

## Biografía
Según Juan Pivel Devoto, nació en un lugar no determinado del territorio oriental en el año 1770 y murió en Montevideo en setiembre de 1834.
Inició su trayectoria pública, al parecer, como teniente de milicias de infantería desde noviembre de 1796 y del regimiento de voluntarios de caballería de Montevideo desde 1803. En esa época se hizo cargo de la herencia que le dejara su tía Inés Durán muerta sin descendencia. Empresario de saladeros, estanciero y comerciante, uno de los personajes más ricos de su tiempo, tuvo una preparación cultural esmerada. Adhirió a la revolución contra la dominación española y tuvo una actuación destacada en filas artiguistas, como diplomático al Congreso de Tres Cruces y miembro del Gobierno Económico de Canelones.
Gobernador interino de la provincia durante la Dominación Porteña en 1814, alcalde de primer voto más tarde en el Cabildo Gobernador artiguista, en 1816 fue comisionado, junto a Juan Francisco Giró para negociar con el director supremo de las Provincias Unidas del Río de la Plata, Juan Martín de Pueyrredón, auxilio en la lucha contra la invasión luso-brasileña. Duran y Giró firmaron un acuerdo, pero José Artigas lo rechazó violentamente, hecho que motivó el alejamiento de su causa. Cuando Montevideo cayó en manos de los lusobrasileños en 1817, Duran se vinculó estrechamente a Carlos Federico Lecor y pasó a formar parte de su círculo de colaboradores más estrecho, conocido como el Club del Barón.
En 1819 fue uno de los firmantes del llamado Tratado de la Farola, por el cual se cedían a Portugal y Brasil las Misiones Orientales, más el territorio entre el río Ibicuy y el río Cuareim, todo el actual Departamento de Artigas y otros territorios en cambio de un faro que los ocupantes debían de construir en la Isla de Flores, frente a Montevideo. Presidió el Congreso Cisplatino en 1821 y fue condecorado con el hábito y la Gran Cruz de Comendador de la Orden de Cristo, ambas preseas pertenecientes al Reino Unido de Portugal, Brasil y Algarve. Fue vicepresidente de la Sociedad Lancasteriana de Montevideo (presidida por Lecor) y luego gobernador de Montevideo durante la dominación brasileña. El Imperio del Brasil le cedió el título de Conde del Cordobés. Al producirse la Independencia de Uruguay se retiró de la vida pública. 